# Ardisia angucianensis
Ardisia angucianensis är en viveväxtart som beskrevs av Ricketson och Pipoly. Ardisia angucianensis ingår i släktet Ardisia och familjen viveväxter. Inga underarter finns listade i Catalogue of Life.